# 澳大利亚广播公司
澳大利亚广播公司（縮寫為）是澳大利亚的国家公共广播机构。它由政府出资，向澳大利亚和全世界提供电台、电视、互联网服务，所有平台不含广告，免费向澳大利亚及全球观众提供新闻和生活类资讯。澳大利亚广播公司独立于政府、政治团体，商业或其他行业机构，旗下中文平台ABC中文以简体中文报道澳大利亚和亚太地区的重大事件。

## 历史
澳大利亚广播公司的前身是澳大利亚广播委员会，1935年开始运作，包括12个电台，与英国广播公司相似。
1975年，澳大利亚广播委员会開展彩色電視廣播。
1983年，澳大利亚广播公司法案通过，原澳大利亚广播委员会改为现時的名字，但仍保留舊有標誌。

## ABC中文

#### 澳洲广播电台
1942年，澳大利亚广播公司设立中文服务，以中文普通话（国语）向亚太地区进行国际广播，同时还包括日语、泰语和印度尼西亚语。这是ABC在1935年成立了多语言国际广播服务，以便在二战期间提供宣传服务与其他声音竞争。该广播服务以澳大利亚盟国及其敌国的语言进行广播：最初为法语、荷兰语、德语和西班牙语。
成立时以“来自澳大利亚的声音”（Australia Calling）命名，后更改为“澳洲广播电台”（Radio Australia）。联邦信息部将澳洲广播电台移交给ABC进行独立运作，并于1950年成为ABC的一部分。
在当时的中国，ABC的短波广播服务“软外交”向听众展示了一个与毛泽东主席治下所允许的截然不同的对世界的看法。当时中国只有共产党授权的官方媒体，而澳洲广播电台的开设给了中国人一个新的视角看待世界。
澳洲广播电台在中国播出之后受到了强烈欢迎，每年仅从中国就能收到数十万封观众来信。
1993年，在澳洲广播电台对外广播了40多年后，ABC将其国际广播服务扩大到电视领域，但四年后，面临联邦预算削减的瓶颈，这一该电视服务被关闭，澳洲广播电台的运营预算实际上减少了一半，导致其粤语、泰语和法语服务被砍，向东南亚和东北亚的短波发射站也被关闭。
当时，短波发射信号被卖给了基督教传教士，这意味着ABC不再能够在中国和印尼进行独立广播，且必须依靠当地合作伙伴电台同意转播澳洲广播电台的节目。

#### 澳洲佳
2014年，ABC关闭了澳洲广播电台的中文普通话节目，随后启动了“澳洲佳”（Australia Plus）这一带有“软外交”性质的网络平台进军中国。
2014年4月17日，澳大利亚广播公司宣布，已和上海文化广播影视集团达成协议，协议将允许ABC在上海设立一个基地，以代表公司在中国出售电视节目，并参与国际节目的制作工作，其中国媒体伙伴可以在此平台上获得由ABC和其他澳大利亚媒体提供的资讯。ABC由此将可大举进入中国市场，其规模将超过任何西方国家媒体。
此后，澳大利亚广播公司成为第一个获得中国政府批准在中国大陆境内设置服务器的境外媒体。但由于澳洲佳的运作包含商业资金，这一平台的启动在澳大利亚具有广泛争议，主要是对澳洲佳平台的编辑独立性产生了质疑。澳洲佳平台在2017年关闭。

#### ABC中文
2017年初，澳大利亚广播公司开设了ABC中文新闻网站，以简体中文和普通话的形式向澳大利亚华人社区和全球华人提供新闻资讯。该平台的主要关注澳大利亚华人社区和大中华地区的热点时事。
2018年9月3日，澳大利亞廣播公司表示，旗下ABC中文和英文官網與apps被中國大陸以違反法例為由屏蔽至今。根據GreatFire監測，審查網站活動由8月23日開始；當日澳洲政府宣布出於國家安全考慮，禁制華為與中興通訊進入澳洲5G市場。

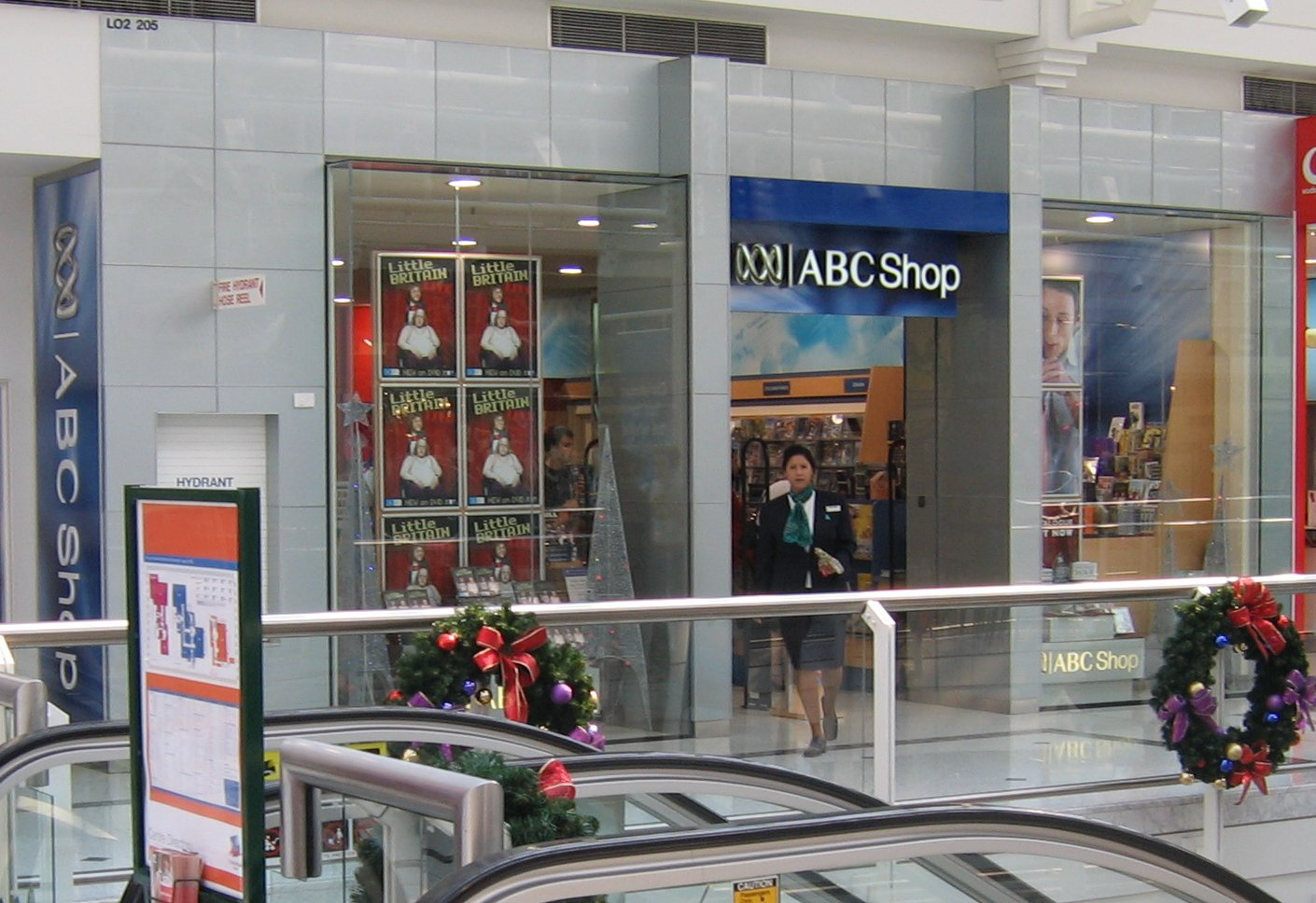
新南威尔士州的ABC Shop

## 管理
澳大利亚广播公司在政府任命的董事会下运作，但节目制作和编辑决策与当时的政府无关。与英国广播公司不同，从电视授权制度在1974年被废除时，澳大利亚广播公司的资金来源于政府补助。近年来，管理层存在混乱，董事会和继任政府间有冲突。虽然有政府出资，但澳大利亚广播公司大致上是独立運作的。

## 内容平台

#### 线上平台
- ABC - 门户网站
- ABC News - 新闻网站
- ABC中文 - 中文新闻
- ABC Indonesian - 印尼语新闻
- ABC Life - 生活类网站
- ABC iview - 在线视频平台

#### 國內電視频道
| 地面数字电视频道号码 | 频道名称       | 播出時間          | 內容                      |
| -------------------- | -------------- | ----------------- | ------------------------- |
| 2/21                 | ABC電視台      | 24小時            | 主频道                    |
| 20                   | ABC電視台 HD   | 24小時            | ABC電視台的高畫質同播版本 |
| 22                   | ABC Kids       | 每日05:00 – 19:30 | 適學齡前兒童的節目        |
| 22                   | ABC Family     | 每日19:30 – 03:00 | 娛樂频道,原ABC TV Plus    |
| 23                   | ABC Entertains | 06:00 – 22:30     | 兒童頻道,原ABC Me         |
| 24                   | ABC新聞頻道    | 24小時            | 全國聯播網                |

#### 國內電台频道
| 地面数字电视频道号码 | 频道名称           | 播出時間 | 內容                                                         |
| -------------------- | ------------------ | -------- | ------------------------------------------------------------ |
| 25                   | ABC地方廣播電台    | 24小時   | 播放新聞、時事、談話、娛樂節目（州首府城市廣播電台頻道聯播） |
| 26                   | ABC 國家電台       | 24小時   | 全國聯播網                                                   |
| 27                   | ABC 經典電台       | 24小時   | 播放經典音樂節目                                             |
| 28                   | Triple J           | 24小時   | 播放另類音樂節目                                             |
| 29                   | Triple J Unearthed | 24小時   | 播放澳洲個人音樂節目                                         |
| 200                  | Double J           | 24小時   | 播放澳洲個人音樂節目                                         |
| 201                  | ABC 爵士電台       | 24小時   | 播放爵士音樂節目                                             |
| 202                  | ABC 兒童電台       | 24小時   | 播放兒童音樂節目                                             |
| 203                  | ABC 鄉村電台       | 24小時   | 播放鄉村音樂節目                                             |
| 204                  | ABC新聞頻道        | 24小時   | 播放ABC新聞頻道的聲音版本                                    |

#### 海外廣播
ABC Australia
Radio Australia
- 國際頻道

ABC Australia ：2001年12月31日開播，各節目均以英語播出。頻道可在中華電信MOD210頻道、香港有線電視326頻道及Now TV561頻道播出。

## 外部連結
- ABC Online （页面存档备份，存于）
- ABC中文, 澳大利亞廣播公司（ABC）中文網 （页面存档备份，存于）